# Peperomia trifolia
Espèce
Peperomia trifolia est une espèce de plantes de la famille des Pipéracées originaire des Caraïbes (Petites Antilles, Trinité).